# Fragment du journal d'un irascible
Fragment du journal d’un irascible est une nouvelle de onze pages d’Anton Tchekhov parue en 1887.

## Historique
Fragment du journal d'un irascible est initialement publiée dans la revue russe Le Réveille-Matin, numéro 26, du 5 juillet 1887, sous le nom Un homme qui monte. Elle est aussi traduite en français sous le titre Journal d'un homme qui monte.

## Résumé
Nicolaï est un homme sérieux. Il est financier et il vit chez sa maman. Il veut rester célibataire, mais une demoiselle, une certaine Nadenka, lui fait des avances en donnant l’impression que le protagoniste est celui qui cherche à la séduire. Il est marié très rapidement.

## Édition française
- Fragment du journal d’un irascible, traduit par Édouard Parayre, Éditions Gallimard, Bibliothèque de la pléiade,  1970  (ISBN 2-07-010550-4)